# Midnight (musicien)
Pour les articles homonymes, voir Midnight (homonymie).
Midnight, de son nom complet John Patrick Jr. McDonald, était un musicien nord-américain né en 1962 et décédé le 8 juillet 2009 à St. Petersburg d'une insuffisance rénale aiguë. Il était un des membres fondateurs de Crimson Glory et fut le chanteur du groupe pour ses trois premiers albums.

## Discographie

### Crimson Glory
- Crimson Glory (1986)
- Transcendence (1988)
- Strange and Beautiful (1991)